# Indiferenční křivka
Indiferenční křivka znázorňuje kombinace množství dvou statků, které poskytují spotřebiteli stejný užitek. Tato křivka se používá v neoklasické mikroekonomii při analýze chování spotřebitele. Anglicky se nazývá indifference curve, a proto se často označuje IC.
Existují alternativní ekonomické teorie, např. rakouská škola, které se bez indiference a indiferenčních křivek obejdou. Příslušný aparát namísto o spojitých veličinách hovoří o diskrétních, mezi jejichž jednotlivými stavy naopak existuje diference. Neexistuje nekonečně mnoho alternativ, ale pouze konečný počet, který je uspořádán na preferenčních škalách.

## Vlastnosti

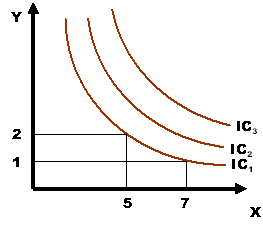
Běžný průběh indiferenčních křivek. X a Y představují množství statků X a Y. IC vzdálenější od počátku představuje vyšší užitek.

1. Indiferenční křivky jsou klesající. Tato vlastnost vychází z axiomu nenasycenosti (viz užitek) – spotřebitel preferuje větší množství statku před menším. Potom pokud zvýšíme spotřebu statku X, dojde ke zvýšení užitku. A proto, abychom se pohybovali po stejné indiferenční křivce, musíme snížit spotřebu statku Y.
2. Indiferenční křivky se neprotínají. Tato vlastnost vychází z axiomu tranzitivity (viz užitek).
3. Každým bodem grafu znázorňujícím spotřební situace prochází indiferenční křivka. Jedná se o analogii axiomu úplnosti srovnání (viz užitek). Pokud každý bod představuje spotřební koš, spotřebitel je schopen mu přiřadit užitek a tudíž se nachází na nějaké indiferenční křivce.
4. Indiferenční křivky jsou konvexní. Tato vlastnost je důsledkem zákona klesajícího mezního užitku, který tvrdí, že další spotřebovávaná jednotka statku přináší nižší užitek než jednotka předchozí.

Míra, ve které je spotřebitel ochoten nahrazovat statek Y statkem X, se nazývá mezní míra substituce ve spotřebě. Je definována jako {\displaystyle MRS_{C}=-{\frac {dY}{dX}}}, při konstantní výši užitku U. {\displaystyle MRS_{C}} představuje sklon indiferenční křivky.

## Tvary indiferenčních křivek
V závislosti na povaze statků X a Y mají indiferenční křivky různé tvary.
- Pokud je X nežádoucí statek a Y žádoucí statek je indiferenční křivka rostoucí.
- Pokud je X lhostejný statek a Y žádoucí statek je indiferenční křivka přímka rovnoběžná s osou x.
- Pokud jsou statky X a Y dokonalé substituty je indiferenční křivka přímka, která protíná obě osy.
- Pokud jsou statky X a Y dokonalé komplementy má indiferenční křivka tvar písmene L.